# Бареллис, Сара
Сара Бет Бареллис (англ. Sara Beth Bareilles, 7 декабря 1979, Юрика, Калифорния) — американская певица, пианистка и автор песен. Она достигла международного успеха в 2007 году после выпуска сингла ««Love Song», который возглавил чарт «Billboard Pop 100» и поднялся до четвёртого места в чарте «Billboard Hot 100». Она продала более 1 млн своих записей, а также пять раз была номинирована на премию «Грэмми», включая номинацию «Альбом года». В третьем сезоне тв-шоу телеканала NBC «The Sing-Off» Сара Бареллис участвовала в качестве судьи вместе с Бэном Фолдсем и Шоном Стокманном. В феврале 2012 года американский телеканал VH1 поставил Сару Бареллис на 80 место в рейтинге «Топ 100 величайших певиц». Её мемуары «Sounds Like Me: My Life (So Far) in Song», опубликованные в 2015 году являются бестселлером (13-е место в рейтинге мемуаров Нью-Йорк Таймс). Сара Бареллис автор музыки и стихов бродвейского мюзикла Waitress» («Официантка»). За эту работу она получила номинацию на премию Тони 2016 года за «Лучший оригинальный саундтрек».

## Ранняя жизнь
Сара Бет Бареллис родилась 7 декабря 1979 года в Эврика, штат Калифорния, в семье Бонни Халворсен, урожденная Капеллас (Bonnie Halvorsen (née Capellas) работницы в похоронного бюро и Пола Бареллиса (Paul Bareilles), оценщика страховых убытков. У Сары Бареллис две родные сестры и одна сводная сестра. Сара Баррелис имеет в своей родословной итальянские, английские, немецкие, португальские и французские корни. Она около года прожила в Италии и говорит на итальянском языке. Сара росла в католической семье. Она принимала участие в театральных постановках в школе, в том числе в театральной постановке Little Shop of Horrors в роли Одри и пела в школьном хоре.
После окончания средней школы в 1998 году Сара изучала в Университете Калифорнии в Лос-Анджелесе теорию коммуникации. В университете она приняла участие в студенческой а капелла группе «Awaken a Cappella». В альбом этой группы «Dysfunktional Family» вошла, ставшая впоследствии знаменитой композиция «Gravity». Композиция «Gravity» вошла университетский сборник Best of College a Cappella 2004, выпущенный на CD. Сара ещё с юности была знакома с участниками группы Maroon 5 , которая была известна в то время в Калифорнии под названием Kara’s Flowers. В студенческие годы Сара принимала участие в ежегодном музыкальном студенческом конкурсе UCLA Spring Sing и дважды одержала в нём победу. Сара самостоятельно, без помощи педагогов, научилась играть на пианино и достигла в данной сфере больших успехов.

## Карьера
В 2004 году Сара со своей группой подготовила первый альбом Careful Confessions. В июле 2007 года вышел её второй студийный альбом лирической тематики под названием Little Voice. В декабре того же года сингл Love Song с этого альбома достиг первого места в хит-параде Billboard Pop 100 и четвёртого в Billboard Hot 100, также песня была номинирована на премию «Грэмми» в 2009 году в номинации «лучшая песня года». В 2011 году состояла в жюри американского шоу Sing Off, в ходе которого выпустилась знаменитая акапелла-группа Pentatonix.

## Дискография

### Студийные альбомы
| Careful Confessions                                                    | - Выпущен: 20 января 2004 - Лейбл: Tiny Bear Records - Формат: CD             | — | —  | —  | —  | —  | —  | —  | —  | —  | —   |                  |
| Little Voice                                                           | - Выпущен: 3 июля 2007 - Лейбл: Epic Records - Формат: CD, music download     | 7 | 49 | 46 | —  | 87 | 52 | 31 | 26 | 34 | 9   | - US: платиновый |
| Kaleidoscope Heart                                                     | - Выпущен: 7 сентября 2010 - Лейбл: Epic Records - Формат: CD, music download | 1 | —  | —  | 13 | —  | —  | —  | —  | 97 | 138 |                  |
| «—» означает, что релиз не был в чартах или не выпущен в данной стране |                                                                               |   |    |    |    |    |    |    |    |    |     |                  |

2013 альбом «The Blessed Unrest»

### Концертные альбомы
- The First One (2003)[12][13]
- The Summer Sessions (2003)[13][14]
- Between the Lines: Sara Bareilles Live at the Fillmore (2008)

### Синглы
| Название                                | Год  | Высшие места | Высшие места | Высшие места | Высшие места | Высшие места | Высшие места | Высшие места | Высшие места | Высшие места | Высшие места | Сертификаты                           | Альбом             |
| Название                                | Год  | US           | US Adult     | US Pop       | AUS          | CAN          | GER          | NL           | NZ           | SWI          | UK           | Сертификаты                           | Альбом             |
| --------------------------------------- | ---- | ------------ | ------------ | ------------ | ------------ | ------------ | ------------ | ------------ | ------------ | ------------ | ------------ | ------------------------------------- | ------------------ |
| «Love Song»                             | 2007 | 4            | 1            | 1            | 4            | 1            | 13           | 5            | 7            | 16           | 4            | - AUS: платиновый - US: 3× платиновый | Little Voice       |
| «Bottle It Up»                          | 2008 | 107          | 15           | 31           | —            | —            | —            | 33           | —            | —            | —            |                                       | Little Voice       |
| «Gravity»                               | 2009 | —            | —            | —            | —            | —            | —            | —            | —            | —            | —            |                                       | Little Voice       |
| «King of Anything»                      | 2010 | 32           | 4            | 19           | —            | 94           | —            | 21           | 38           | —            | —            | - US: платиновый                      | Kaleidoscope Heart |
| «Uncharted»                             | 2011 | 116          | 13           | —            | —            | —            | —            | 44           | —            | —            | —            |                                       | Kaleidoscope Heart |
| «Gonna Get Over You»                    | 2011 | —            | 27           | —            | —            | —            | —            | —            | —            | —            | —            |                                       | Kaleidoscope Heart |
| «Love Is Christmas»                     | 2011 | —            | —            | —            | —            | —            | —            | —            | —            | —            | —            |                                       | Сингл вне альбома  |
| «—» означает, что релиз не был в чартах |      |              |              |              |              |              |              |              |              |              |              |                                       |                    |

### Совместные синглы
| «Winter Song» (Ingrid Michaelson featuring Sara Bareilles) | 2008 | —  | 97 | 2 | The Hotel Café Presents Winter Songs |
| «Come Home» (OneRepublic featuring Sara Bareilles)         | 2009 | 80 | —  | — | Dreaming Out Loud                    |
| «Barcelona» ([Jay Nash] featuring Sara Bareilles)          | 2011 |    | —  | — | Things You Think You Need            |
| «Summer Is Over» (Jon Mclaughlin featuring Sara Bareilles) | 2012 |    | —  | — | Forever If Ever                      |
| «Come Back Down» (Greg Laswell featuring Sara Bareilles)   | 2012 |    | —  | — | Landline                             |
| «—» означает, что релиз не был в чартах                    |      |    |    |   |                                      |